# Stolnica sv. Jurija, Modica
Stolnica sv. Jurija je matična cerkev mesta Modica, v Svobodnem občinskem konzorciju Ragusa in je vključena na Unescov seznam svetovne dediščine.
Pogosto je navedena in prijavljena kot simbolni spomenik siciliskega baroka, od katerega predstavlja najbolj slikovito in monumentalno arhitekturo. Umetnostni zgodovinar Maurizio Fagiolo dell'Arco je izjavil, da bi bilo treba to cerkev »morda vključiti med sedem čudes baročnega sveta«.
Stavba je končni rezultat obnove 17. / 18. stoletja, ki se je zgodila po katastrofalnih potresih, ki so prizadeli Modico leta 1542, 1613 in 1693 (najhujši, glej potres v Val di Notu); rahla škoda zaradi potresov na območju Hybleje, ki so se zgodili v 18. stoletju in leta 1848.

## Zgodovina

### Obdobje Normanov
Stavba, ki je verjetno obstajala že v zgodnjem srednjem veku, nato pa je bila uničena leta 845 po napadih in posledični arabski prevladi. Prvotno mesto čaščenja, imenovano cerkev Santa Croce, se je dvigalo približno na območju, ki ustreza sedanji kapeli Najsvetejšega (Cappella del Santissimo Sacramento).
Prvi uradni dokument, ki potrjuje prisotnost cerkve, posvečene sv. Juriju v mestu Modica, je papeška bula iz leta 1150, ki jo je izdal papež Evgen III., s katero je bila postavljena Ecclesia S. Giorgi de Mohac, skupaj s sestro, posvečeno sv. Janezu Evangelistu, ki je že prisotna v zgornjem delu mesta, pod zaščito samostana Svete Trojice benediktinskega reda Mileta, na Kalabriji. Toda verjetno je prvo gradnjo želel grof Ruggero d'Altavilla, začenši od normanske osvojitve Sicilije, okoli leta 1090.

### Obdobje Špancev
Sv. Jurij je bil 6. novembra 1630 postavljen kot kolegijska cerkev  z bulo Urbana VIII. 
25. marca 1643 je guverner baron Rende v imenu grofa Giovannija Alfonsa Enriqueza de Cabrera e Colonne, Modice in podkralja Sicilije prejel ukaz, naj starodavni tempelj okrasi z novimi stavbami in okrasi obstoječe, pri čemer se izvedejo ustrezne obnove . Strukturo 17. stoletja je s polaganjem prvega kamna zasnoval arhitekt Marcello da Palermo iz Minori Riformati di San Francesco. Glavni mojster gradnje sv. Jurija, ki je bil leta 1649 povišan v graditelja mesta Modica, je bil Carlo D'Amico, prav tako doma iz Palerma.
Znaki, pridobljeni s skrbnimi študijami, pripisujejo fasadni projekt Rosariu Gagliardiju, enemu najbolj uveljavljenih arhitektov evropskega 18. stoletja. Gagliardi in Làbisi s fasadnim stolpom sta za postavitev fasade (iz prvih dveh redov) navdihnila fasado stolnice v Dresdnu, ki jo je leta 1753 dokončal Italijan Gaetano Chiaveri.
Dela za obnovo in preoblikovanje prvega reda fasade 17. stoletja, ki bi se uprla močnim potresom iz leta 1693, z načinom jukstapozicije, oziroma razbijanjem majhnih delov za obnovo zgoraj, so se začela leta 1702 in so bili dokončana leta 1738, pri čemer so ohranili stari slog. Darov za obnovo in prenovo, ki so jih dali verniki iz Modice, h katerim je bil dodan velik prispevek občine in velikodušna donacija kralja Filipa IV. , ki se je odrekel letnemu prispevku v korist cerkve, ki jo je okrožje plačalo španskemu kraljevskemu patrimoniju; v nekaj mesecih je bilo zbranih za nekaj milijonov današnjih evrov kot porabna vrednost. Od fasade pred potresom je bil poškodovan le en kos, lok vrat, obnovljen med letoma 1702 in 1704 po starodavnem načrtu, vključno z obnovo dela strehe osrednje ladje in zvonika. Izročitev del so v mestu slovesno proslavili 9. februarja 1738 s procesijo v navzočnosti vseh verskih oblasti - s škofom iz Sirakuz monsinjorjem Matteom Trigono, ki je takrat vodil civilne in vojaške obrede.
Red I in II sedanje fasade je bil torej dokončan leta 1760, v letu, ko je Làbisi dobil nalogo, da ustvari tretji red, ki ga predvideva sam projekt, in ohrani slogovno enotnost kljub drznemu oblikovanju gradnje fasade stolpa. Labisijevo delo je bilo izjemno pomembno, saj je arhitektu iz Netina uspelo ustvariti tretji red na način, ki je bil popolnoma zvest preostali fasadi. Tretji red je bil končan leta 1780, ko je leta 1777 predvidel namestitev največjih zvonov v ustrezni celici in mehanske ure v številčnici.
Zvonovi in ura, ki so zaključili tretji red, so bili leta 1777 preseljeni v zgornje nadstropje, izpraznili pa so, kot jih vidimo danes, zvonik drugega reda in ura. Rekonstrukcijo fasade stolnice v novem slogu, 78 let po začetku del, bi lahko opredelili kot skoraj zaključeno, manjkali so kronanje tretjega reda in zaključek s križem. Z enim od svojih projektov je Carmelo Cultraro iz Raguse, ki sta mu pomagala mojstra Primo Muccio in Gaudenzio Lauretta, to predvideval od 1841 do 1842.
Leta 1841 (26. marca) je Carmelo Cultraro dobil nalogo, da v letu in petih mesecih zgradi zvonik, na katerega bo postavil železni križ, da dokonča prvotni projekt materne cerkve: »... zgoraj omenjeni Cultraro, Muccio in Lauretta ... na podlagi tega verodostojnega dejanja ... obljubljajo in se zavezujejo, da bodo ... dokončali tretji red in izdelali četrti, peti in šesti red ... z vsemi tovarnami, potrebnimi za to delo, dobro preizkušeno z dobro mešanico, večino tovarn pa bo treba prekriti s koščki mehkega apnenca ... ». Naročnik Cultraro zelo podrobno našteva skulpture, oblike, frize in okraske, s katerimi bo opremil cerkveni zvonik. Leta 1842 je bil tudi ta projekt v celoti zaključen, kar dokazuje kamniti zvitek, pritrjen na krono, ki presega tretji red.

## Zunanjost
Impozantna fasada stolpa, ki se dviga do skupne višine 62 metrov, je bila zgrajena od leta 1702 in dokončana v zaključni kroni in s pritrditvijo železnega križa na špirovcu leta 1842.
Sedanja fasada - s presenetljivimi podobnostmi s sodobno stolnico v Dresdnu - je bila zgrajena s spreminjanjem, morda celo z delnimi rušitvami, že obstoječega 17. stoletja, o katerem nimamo dokumentov ali risb, vendar je vzdržal močan potres. Poleg tega liturgične dejavnosti v stolnici niso bile nikoli prekinjene, razen nekaj mesecev po strašnem potresu leta 1693, ki je povzročil propad streh, ki so bile obnovljene že leta 1696 ob pastoralnem obisku sirakuškega škofa.
Kupola se dvigne na 36 metrov. Scenografsko stopnišče s 164 stopnicami, ki ga je jezuit Francesco Di Marco leta 1814 zasnoval in nadgradil leta 1818, vodi do petih portalov templja, ki so uvod v pet notranjih ladij bazilikalne cerkve, ki ima tloris latinskkega križa in tri apside za transeptom. Del stopnišča pod ulico Corso San Giorgio je leta 1874 zasnoval arhitekt Alessandro Cappellani Judica in ga dokončal leta 1880. Sprednjo perspektivo celote popestri viseči vrt na več nivojih, imenovan Orto del Piombo, ob katerem stoji monumentalno stopnišče in sestavi scenografijo, ki spominja na Trinità dei Monti v Rimu.
- Stopnišče in vrtovi stolnice.
- Glavna ladja.
- Kupola.
- Orgle.
- Glavna ladja.

## Notranjost
Notranjost cerkve je s pomočjo 22 stebrov in pilastrov, ki jih obdajajo korintski kapiteli, razdeljena na pet ladij, površine imajo slikovni cikel v obokih in dodelano okrasno štukaturo.
V kontrafasadi nad lokom, ki vključuje glavni portal, grb s kartušo, orlom, ščitom, orožjem in križarskim praporom reproducira oklep grofa Ruggera d'Altavilla v spomin na tradicijo, po kateri cerkev je bila ustanovljena prav od prve Gran Conte di Sicilia.
Menza oltarja versus populum in sprednja stran oltarja vesus Deum sta iz reliefnega srebra, dela iz leta 1705.
Ob straneh prezbiterija so korne klopi lesenega kora iz leta 1630. V zgornjem delu obzidja sta dva velika reliefa, med njimi epizoda Jezus in Samarijanka.

## Sončna ura
Leta 1895 je matematik Armando Perini na tleh pred glavnim oltarjem narisal analematično sončno uro; sončni žarek, ki vstopi iz luknje gnomona na vrhu na desni, opoldne označuje lokalni poldan na sončni uri. Na levem koncu sončne ure tabla na tleh vsebuje geografske koordinate cerkve in torej samega mesta Modica.
Seznam mest, kjer so še nameščene sončne ure: stolnica Marije Santissime Annunziata v Acirealeju, Kraljevska tehnična šola Caltanissetta, cerkev Santissimi Apostoli Pietro e Paolo v Castiglione di Sicilia, stolnica Santa Maria Assunta di Castroreale, cerkev San Nicolò l'Arena v Catanii, Messinska stolnica, stolnica v Palermu.
- Sončna ura.
- Poliptih, Bernardino Nigro.
- Sv. Jurij, simulacro.
- Pogled proti vhodu v glavno ladjo.

## PoliptihBernardina Nigra
Na dnu apsidalne stene za glavnim oltarjem je grandiozni poliptih, sestavljen iz 10 plošč, vstavljenih v dodelan okvir, poslikan, verjeli da ga je izdelal Girolamo Alibrandi iz Messine, znan tudi kot Rafael iz Mesine, leta 1513 in upodablja prizore iz Svete družine in Jezusovega življenja.
Na osrednji plošči prvega registra - spodnjega registra - je upodobljeno Rojstvo, radostno skrivnost, omejeno z dvema ploščama z ikonografijama dveh svetih vitezov: sv. Jurij, ki premaga zmaja in sv. Martin, ki deli svoj plašč z Jezusom, ki predstavlja sam spodaj oblačila revnega berača.
V drugem registru - srednjem registru - so prikazani Obrezovanje, Predstavitev v templju in  Odkritje v templju’’ ali spor s pismouki s sklicevanjem na radostne skrivnosti.
V tretjem registru - zgornjem registru - so predstavljene Binkošti ali Spust Svetega Duha v zgornjo sobo, Vstajenje in Vnebohod, tri od petih slavnih skrivnosti.
Monumentalna razstava se zaključi z luneto z upodobitvijo Večnega očeta v dejanju blagoslavljanja, omejenem z vrhovi, ki se zaključijo z upodobitvami klečečih angelov v molitveni in drži čaščenja.
Datacija in avtor poliptiha, ki je bil sporen zaradi težkega branja tretje številke pod trebuhom konja sv. Martina, je bilo videti podkrepljeno  z dejstvom, da je bil Girolamo Alibrandi poleg tega, da je sodobnik in sodržavljan, bil tudi svak Giovannija Resalibe iz Messine, spreten intarzist in pozlater okvirjev ter celotnega poliptiha, ki vsebuje 10 oltarnih slik. Nobenega dvoma ni, da je bil avtor Poliptiha sv. Jurija Girolamo Alibrandi (1470-1524, znan kot "Rafael iz Messine"). Umetnostni zgodovinar Gioacchino Di Marzo  (1839-1916) je kot dokaz, poleg datiranja navedel tudi pripadnost sloga, ko Jezusovo predstavitev v templju primerja s slavno sliko Predstavitev v templju, ki jo je leta 1519 naslikal Alibrandi za Compagnia della Candelora v Messini, ki je zdaj razstavljena v Narodnem muzeju istega mesta. Še več, hipotezo, da bi takšno mojstrovino lahko pripisali manierističnemu slikarju Bernardinu Nigru (1538-1590) ali Nigru, kot so to storili nekateri, ko so brali datum, naveden v majhni beli škatli pod konjskim trebuhom kot 1573, je bil zelo mlad, 15 let, dvomljiva, če bi bilo uradno leto rojstva 1558  samoumevno, kot bi ga imel Nigro ob zaključku takega grandioznega poliptiha.
Vendar pa je bil profesor Librando odločilen za pripisovanje Nigru leta 1980, ko je objavil esej, v katerem je objavljena  Canzone  sirakuškega slikarja Girolama Gomesa, sodobnika Nigroja, s tako naslovljeno skladbo: »Canzuni di / Gilormu Comes / in laudi / Binnardinu Lu Nigru / Pitturi, da iendu à Modica a pinciri a / San Giorgi in "a San Martinu ...«.
Za zaključek polemike glede avtorja poliptiha, najnovejšega odkritja v notarskem zvezku, ki se hrani v državnem arhivu Modice, zelo podrobne pogodbe, s katero so prokuristi cerkve sv. Jurija zaupani naloga 'dela v Nigru, 26. septembra 1566, za vnaprej določeno ceno dostave 220 unč. Datum tega naročila odpravlja možnost, da je slikarjevo rojstno leto 1558, zaradi česar je domnevni datum 1538 skoraj gotov.

## Orgle
Monumentalne orgle s 4 manuali, 80 registri in 3000 cevmi, popolnoma funkcionalne, ki jih je med letoma 1885 in 1888 zgradil Casimiro Allieri iz Bergama, so nameščene v četrti traveji na levi.